# Lygidea viburni
Lygidea viburni är en insektsart som beskrevs av Knight 1923. Lygidea viburni ingår i släktet Lygidea och familjen ängsskinnbaggar. Inga underarter finns listade i Catalogue of Life.